# So Wonderful
「So Wonderful」（ソー ワンダフル）は、BONNIE PINKの19枚目のシングル。2005年8月3日発売。発売元はワーナーミュージック・ジャパン。CDコードはWPCL-10210。

## 解説
- 前作から1年4ヶ月ぶりとなるシングル。トーレ・ヨハンソンと、トーレの門下生のバーニング・チキンがプロデュース。アルバム『Golden Tears』の先行シングルとして発売された。
- Cotton Candyは日本語で綿菓子という意味。

## 収録曲
（全作詞・作曲：BONNIE PINK）
1. So Wonderful （3:30）
（編曲：Burning Chicken）
2. Cotton Candy （3:54）
（編曲：Tore Johansson）
  - WOWOWアニメ『強殖装甲ガイバー』エンディングテーマ
3. Robotomy（Flaming Feathers mix） （3:54）
（リミックス：Burning Chicken）
  - アルバム『Golden Tears』収録曲のバーニング・チキンによるリミックス・ヴァージョン。
4. So Wonderful（Instrumental）
5. Cotton Candy（Instrumental）

## 収録アルバム
- 『Golden Tears』（1., 2.）
- 『Every Single Day -Complete BONNIE PINK（1995-2006）-』（1.）
- アルバム未収録（3.）～オリジナル・バージョンが『Golden Tears』に収録されている。